# AZ Media TV
Die AZ MEDIA TV ist eine Gesellschaft zur Herstellung von Fernsehproduktionen und firmiert heute unter dem Namen TVN FACTUAL ENTERTAINMENT.

## Geschichte
Die AZ MEDIA TV wurde im Jahre 1995 von Andre Zalbertus als AZ Media GmbH gegründet und hat heute Hauptniederlassungen in Hannover und Köln.
AZ MEDIA TV produziert Fernsehinhalte wie Reportagen, Newsbeiträge und Dokumentationen. Dazu gehört auch Content für Programmfenster von Privatsendern, die dazu verpflichtet sind, solche unabhängigen Produktionen auszustrahlen. Bekannte Produktionen sind das Programmfenster „Die Alltagskämpfer“ bei RTL Television, exklusiv – die reportage bei RTL II und das Parlamentsfernsehen des Deutschen Bundestages.
Weiterhin produziert AZ MEDIA TV für das NDR Fernsehen in Norddeutschland Folgen für die Reportagereihen „Typisch!“, „NaturNah“ oder „nordstory“ sowie bundesweit für zahlreiche Formate privater und öffentlich-rechtlicher Fernsehsender.
Im Jahr 2006 verkaufte Zalbertus sein Unternehmen an die Verlagsgesellschaft Madsack und die Rheinische Post; seit 2010 gehört das Unternehmen hundertprozentig der Verlagsgesellschaft Madsack und ist ein Tochterunternehmen der TVN GROUP HOLDING GmbH & Co. KG.
Mit dem Ziel einer besseren Zuordnung zur Gruppe wurde das Unternehmen 2024 in TVN FACTUAL ENTERTAINMENT umbenannt.
TVN FACTUAL ENTERTAINMENT beschäftigt heute rund 10 festangestellte Mitarbeitende in Hannover und Köln. Geschäftsführer sind Markus Osthaus und Christian Panhorst, redaktionelle Gesamtleiterin ist Claudia Riemer.

## Auszeichnungen
- Bayerischer Fernsehpreis (1997, 2003, 2006)
- Medienpreis (2002)
- New York Festival Award (Bronze, 2002)
- Robert-Geisendörfer-Preis, Medienpreis der evangelischen Kirche (2003)